# 1284년

## 연호
- 원(元) 지원(至元) 21년
- 일본(日本) 고안(弘安) 7년
- 쩐 왕조(陳朝) 티에우바오(紹寶) 6년

## 기년
- 원(元) 세조(世祖) 25년
- 고려(高麗) 충렬왕(忠烈王) 10년
- 쩐 왕조(陳朝) 인종(仁宗) 6년

## 사건
- 10월 29일 - 캔터베리 대주교 요하네스 페캄이 전임자 로버트 킬워드비의 정죄효력을 재확인함.

## 사망
4월 4일 - 카스티야의 알폰소 10세